# 1979 en Belgique
Chronologie de la Belgique
- 1975
- 1976
- 1977
- 1978
- 1979
- 1980
- 1981
- 1982
- 1983

Cette page recense des événements qui se sont produits durant l'année 1979 du calendrier grégorien en Belgique.

## Chronologie

### Avril
- 3 avril : installation du gouvernement Martens I, gouvernement composé de socialistes, de sociaux-chrétiens et du FDF.

### Juin
- 10 juin : premières élections européennes.
- 25 juin : attentat à la bombe perpétré par la Fraction armée rouge à Casteau, visant le général Alexander Haig, Commandant suprême des Forces alliées en Europe. Il en sort indemne.

## Culture

### Architecture

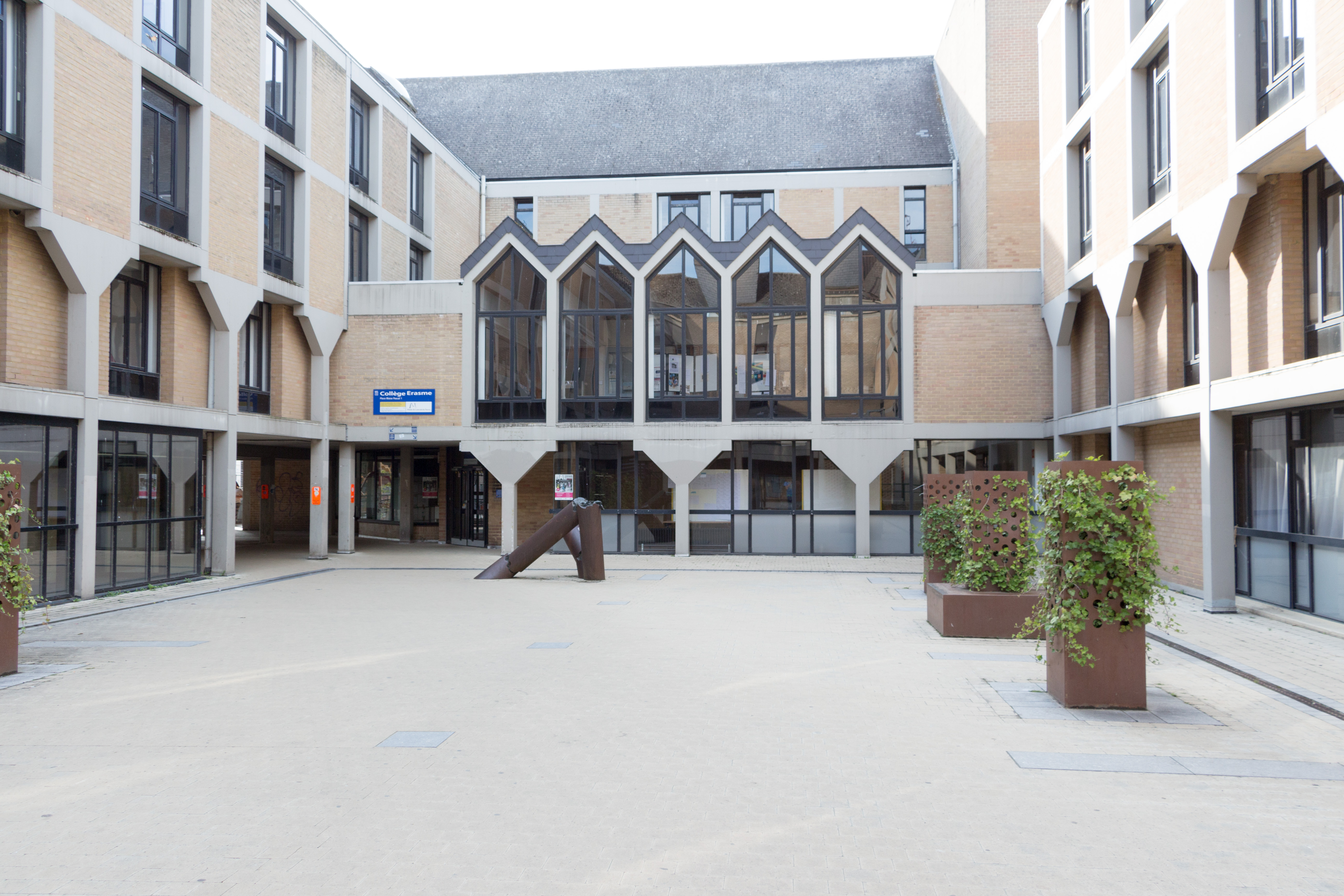
Collège Érasme à Louvain-la-Neuve (Jean Cosse et Émile Verhaegen)

### Littérature
- Prix Rossel : Jean Muno, Histoires singulières.

## Sciences
- Prix Francqui : Jozef Schell (biologie moléculaire, RUG).

## Naissances
- 3 janvier : Dina Tersago, présentatrice de télévision, Miss Belgique 2001
- 3 février : Wouter Vrancken, joueur de football
- 12 mars : Staf Scheirlinckx, coureur cycliste
- 13 mars : Cédric Van Branteghem, athlète
- 20 mai : Jan Kuyckx, coureur cycliste
- 29 août : Stijn Devolder, coureur cycliste
- 31 août : Marie Warnant, chanteuse
- 8 septembre : Frederik Willems, coureur cycliste
- 27 décembre : Ann Van Elsen, présentatrice de télévision, Miss Belgique 2002.

## Décès
- 8 janvier : Victor Hubinon, dessinateur de bande dessinée
- 13 mars : Gérard Loncke, coureur cycliste
- 3 mai : Marcel Florkin, biochimiste
- 10 mai : Louis Paul Boon, écrivain de langue néerlandaise
- 12 juin : Constant Joacim, joueur de football
- 4 juillet : Florimond Vanhalme, joueur de football
- 4 août : Roger Lambrecht, coureur cycliste
- 5 août : Charles Simons, joueur de football
- 20 août : Christian Dotremont, artiste peintre et poète
- 2 septembre : Claude Hubaux, homme politique
- 4 septembre: Jef van de Wiele, homme politique, collaborateur
- 28 novembre : Nelly Degouy, illustratrice et artiste peintre
- 30 novembre : Emile Severeyns, coureur cycliste.

## Statistiques
- Population totale au 1er janvier 1979 : 9 841 654 habitants[1].